# Abecedarium (Alphabet)

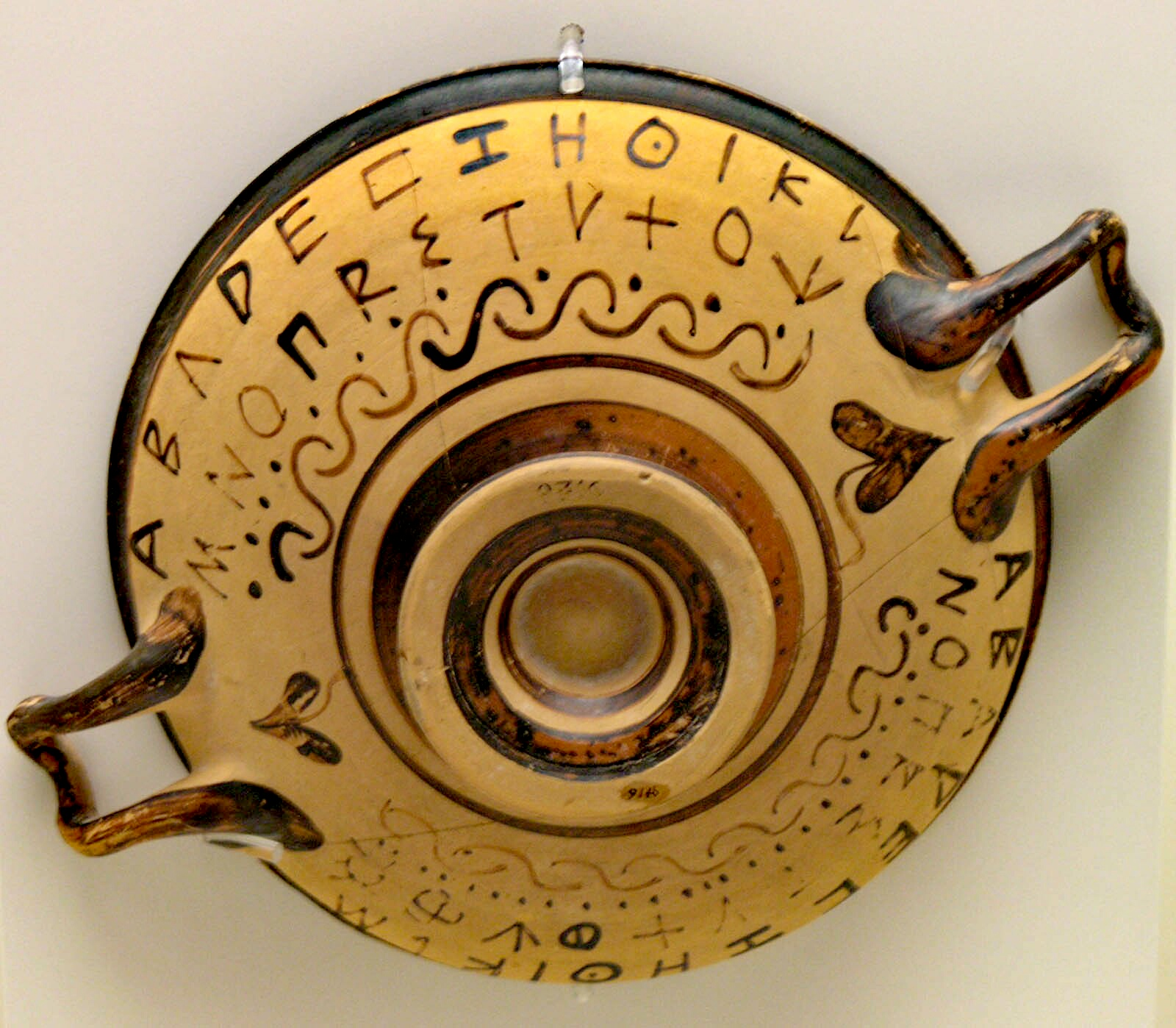
Altgriechisches Abecedarium im Archäologischen Nationalmuseum, Athen

Ein Abecedarium (auch: Abecedar; lat. abecedarium, in etwa: „ABC-Aufstellung“, „Alphabet“) oder Alphabetarium ist in der archäologischen und epigraphischen Fachterminologie eine Inschrift, die nur aus einem Alphabet besteht. Im Falle des antiken lateinischen Alphabets (ohne die neuzeitlichen Buchstaben J, U, W) sähe ein Abecedarium wie folgt aus:
A B C D E F G H I K L M N O P Q R S T V X Y Z
Abecedarien sind schon in den ältesten semitischen Alphabetschriften, aus dem alten Griechenland und von den Etruskern und Römern überliefert. Man nimmt an, dass sie als Merkhilfe für das Erlernen des ABCs dienen sollten, was von ihrem Vorkommen auf dem Rand von Schreibtafeln bestätigt wird. Doch auch magische Verwendung von Abecedarien ist schon früh bezeugt.
Der Begriff Abecedarium selbst ist erst im Spätlateinischen als Bezeichnung für das lateinische Alphabet entstanden.